# NGC 64
NGC 64 és una galàxia espiral localitzada a la constel·lació de la Balena. Va ser descoberta per Lewis Swift en 1886.